# Anne Donovan
Anne Theresa Donovan (Ridgewood, New Jersey, 1961. november 1. – Wilmington, Észak-Karolina, 2018. június 13.) olimpiai bajnok amerikai kosárlabdázó.

## Sikerei, díjai

### Játékosként
- Olimpiai játékok
  - aranyérmes (2): 1984, Los Angeles, 1988, Szöul
- Pánamerikai játékok
  - aranyérmes (2): 1983, Caracas, 1987, Indianapolis

### Edzőként
- Olimpiai játékok
  - aranyérmes: 2008, Peking
- Világbajnokság
  - bronzérmes: 2006, Brazília